# 格斯特 (密蘇里州)
格斯特（英語：Gerster）是位於美國密蘇里州聖克萊爾縣的村。

## 人口
根據2020年美國人口普查的數據，格斯特的面積為0.21平方千米，皆為陸地。當地共有人口21人，而人口密度為每平方千米100人。